# Marcos Acosta
Marcos Acosta (San Estanislao, Paraguay; 7 de diciembre de 1991) es un futbolista paraguayo. Juega de defensa y su equipo actual es el Manta Fútbol Club de la Serie A de Ecuador.

## Trayectoria
Se inició en el fútbol en las formativas de Sport Colombia en 2004, después pasó a Rubio Ñu, 3 de Febrero y Sportivo Iteño. Su debut en Primera División de Paraguay se produjo con Tacuary el 24 de julio de 2010, en el Torneo Clausura en la derrota 3:0 ante Libertad. El primer gol en la División Profesional llegó en 2011 en el Apertura de ese año, en la victoria 3:2 ante Sportivo Luqueño.
Su primera experiencia internacional fue en 2013 cuando fue fichado por el Vitória Setúbal de Portugal, con el equipo luso jugó cinco partidos de la Primeira Liga 2013-14.
En su regreso a Paraguay vistió las camisetas de Nacional y Rubio Ñu, antes llegar al Once Caldas de Colombia. Desde la temporada 2018 al 2020 estuvo en las filas de Cerro Porteño donde tuvo variadas participaciones, el primer semestre de 2021 jugó para River Plate de Asunción.
Para la segunda mitad de la temporada 2021, Acosta firmó con Orense de Machala en Ecuador, equipo con el cual disputará la LigaPro Serie A y Copa Ecuador, siendo esta su segunda experiencia internacional en Sudamérica.
Con Cerro Porteño fue subcampeón de los torneos local de 2018 (Apertura y Clausura) y Apertura 2019, con Nacional subcampeón de la Copa Libertadores 2014. El primer gol en torneos Conmebol lo anotó con Tacuary en la Copa Sudamericana 2012.

## Estadísticas

### Clubes
Actualizado al último partido disputado el 13 de agosto de 2025.
| Tacuary Paraguay | 1.ª           | 2010-A        | 0   | 0  | -- | -- | -- | -- | 0   | 0  |
| Tacuary Paraguay | 1.ª           | 2010-C        | 3   | 0  | -- | -- | -- | -- | 3   | 0  |
| Tacuary Paraguay | 1.ª           | 2011-A        | 22  | 2  | -- | -- | -- | -- | 22  | 2  |
| Tacuary Paraguay | 1.ª           | 2011-C        | 22  | 1  | -- | -- | -- | -- | 22  | 1  |
| Tacuary Paraguay | 1.ª           | 2012-A        | 20  | 0  | -- | -- | -- | -- | 20  | 0  |
| Tacuary Paraguay | 1.ª           | 2012-C        | 21  | 1  | -- | -- | 2  | 0  | 23  | 1  |
| Tacuary Paraguay | Total club    | Total club    | 88  | 4  | -- | -- | 2  | 0  | 90  | 4  |
| Vitória Setúbal Portugal | 1.ª           | 2013-14       | 5   | 0  | 0  | 0  | -- | -- | 5   | 0  |
| Vitória Setúbal Portugal | Total club    | Total club    | 5   | 0  | 0  | 0  | -- | -- | 5   | 0  |
| Nacional Paraguay | 1.ª           | 2014-A        | 0   | 0  | -- | -- | 0  | 0  | 0   | 0  |
| Nacional Paraguay | 1.ª           | 2014-C        | 14  | 0  | -- | -- | 0  | 0  | 14  | 0  |
| Nacional Paraguay | 1.ª           | 2015-A        | 15  | 2  | -- | -- | 0  | 0  | 15  | 2  |
| Nacional Paraguay | 1.ª           | 2015-C        | 11  | 0  | -- | -- | 0  | 0  | 11  | 0  |
| Nacional Paraguay | Total club    | Total club    | 40  | 2  | -- | -- | 0  | 0  | 40  | 2  |
| Rubio Ñu Paraguay | 1.ª           | 2016-A        | 20  | 0  | -- | -- | -- | -- | 20  | 0  |
| Rubio Ñu Paraguay | 1.ª           | 2016-C        | 21  | 1  | -- | -- | -- | -- | 21  | 1  |
| Rubio Ñu Paraguay | Total club    | Total club    | 41  | 1  | -- | -- | -- | -- | 41  | 1  |
| Once Caldas · Colombia | 1.ª           | 2017-A        | 18  | 0  | 6  | 2  | -- | -- | 24  | 2  |
| Once Caldas · Colombia | 1.ª           | 2017-C        | 19  | 2  | 0  | 0  | -- | -- | 19  | 2  |
| Once Caldas · Colombia | Total club    | Total club    | 37  | 2  | 6  | 2  | -- | -- | 43  | 4  |
| Cerro Porteño Paraguay | 1.ª           | 2018-A        | 7   | 0  | 0  | 0  | 3  | 0  | 10  | 0  |
| Cerro Porteño Paraguay | 1.ª           | 2018-C        | 9   | 1  | 0  | 0  | 0  | 0  | 9   | 1  |
| Cerro Porteño Paraguay | 1.ª           | 2019-A        | 7   | 1  | 0  | 0  | 3  | 1  | 10  | 2  |
| Cerro Porteño Paraguay | 1.ª           | 2019-C        | 10  | 0  | 0  | 0  | 0  | 0  | 10  | 0  |
| Cerro Porteño Paraguay | 1.ª           | 2020-A        | 0   | 0  | 0  | 0  | 0  | 0  | 0   | 0  |
| Cerro Porteño Paraguay | 1.ª           | 2020-C        | 0   | 0  | 0  | 0  | 0  | 0  | 0   | 0  |
| Cerro Porteño Paraguay | Total club    | Total club    | 33  | 2  | 0  | 0  | 6  | 1  | 39  | 3  |
| River Plate Paraguay | 1.ª           | 2021-A        | 12  | 0  | 0  | 0  | 3  | 0  | 15  | 0  |
| River Plate Paraguay | Total club    | Total club    | 12  | 0  | 0  | 0  | 3  | 0  | 15  | 0  |
| Orense · Ecuador | 1.ª           | 2021          | 16  | 0  | 0  | 0  | -- | -- | 16  | 0  |
| Orense · Ecuador | 1.ª           | 2022          | 29  | 2  | 2  | 0  | -- | -- | 31  | 2  |
| Orense · Ecuador | Total club    | Total club    | 45  | 2  | 2  | 0  | 0  | 0  | 47  | 2  |
| Resistencia S. C. Paraguay | 1.ª           | 2023          | 2   | 0  | 0  | 0  | -- | -- | 2   | 0  |
| Resistencia S. C. Paraguay | Total club    | Total club    | 2   | 0  | 0  | 0  | 0  | 0  | 2   | 0  |
| Monagas · Venezuela | 1.ª           | 2024          | 8   | 1  | 0  | 0  | -- | -- | 8   | 1  |
| Monagas · Venezuela | Total club    | Total club    | 8   | 1  | 0  | 0  | 0  | 0  | 8   | 1  |
| Manta F. C. · Ecuador | 1.ª           | 2025          | 11  | 0  | 1  | 0  | -- | -- | 12  | 0  |
| Manta F. C. · Ecuador | Total club    | Total club    | 11  | 0  | 1  | 0  | 0  | 0  | 12  | 0  |
| Total carrera | Total carrera | Total carrera | 322 | 14 | 9  | 2  | 11 | 1  | 342 | 17 |
| (1) Incluye datos de Copa de Portugal, Copa Colombia, Copa Paraguay y Copa Ecuador. (2) Incluye datos de Copa Libertadores y Copa Sudamericana. (3) No incluye goles en partidos amistosos. |               |               |     |    |    |    |    |    |     |    |